# Spergau
Spergau – dzielnica miasta Leuna w Niemczech, w kraju związkowym Saksonia-Anhalt, w powiecie Saale.
Do 30 grudnia 2009 była to samodzielna gmina należąca do wspólnoty administracyjnej Bad Dürrenberg. Do 30 czerwca 2007 gmina leżała w powiecie Merseburg-Querfurt.

## Sport
- VC Bad Dürrenberg/Spergau - klub piłki siatkowej mężczyzn